# Louise Rasmussen
Louise Christine, länsgrevinna av Danner, född Louise Rasmussen den 21 april 1815 i Köpenhamn, död 6 mars 1874 i Genua i Italien, var en dansk skådespelerska och dansös och kung Frederik VII av Danmarks fru i ett morganatiskt äktenskap.

## Uppväxt och ungdom
Louise Cristine Rasmussen föddes utanför äktenskapet av tjänsteflickan Juliane Caroline Rasmussen. Fadern var grosshandlaren Gotthilf Ludevig Køppen. Hon växte upp hos modern och kom som elvaåring 1826 in på Det Kongelige Teaters Balletskole. Hon fick anställning på Det Kongelige Teater 1830 och var från 1835 "figurantinde" (dansös som inte dansar solo). Hon lämnade teatern 1841 i samband med att hon födde en son, som sattes i fosterhem. Barnets far var boktryckaren Carl Berling och äktenskap var i detta fall inte aktuellt, utan i stället ordnades det så att Louise Rasmussen kunde etablera sig med en modeaffär i Köpenhamn. År 1842 pensionerades hon från Det Kongelige Teater.

## Kungens gemål
Genom Carl Berling lärde hon på 1830-talet känna kronprins Frederik, som då var förvisad till Fredericia. En nära relation bestod under 1840-talet, och efter sin tronbestigning 1848 ville Frederik VII gifta sig med Louise Rasmussen. Regeringen kunde då förhindra det med argumentet att kungens två första äktenskap var barnlösa och tronföljden därmed inte var säkrad. Om Frederik och Louise hade fått barn, skulle dessa nämligen inte vara arvsberättigade. Med genomförandet av Junigrundloven 1849 blev kungens popularitet så stor, att han kunde få sin vilja igenom och med en kunglig resolution den 8 augusti 1850 blev Louise Rasmussen upphöjd  till länsgrevinna av Danner. Samma dag vigdes kungen och hon i Frederiksborg Slotskirke. Hon blev kungens hustru i ett morganatiskt äktenskap och för att visa att äktenskapet var privat närvarade inga regeringsmedlemmar vid vigseln. 
Frederik VII var tidigare gift med Vilhelmina av Danmark, som var dotter till Frederik VI, och med Mariana av Mecklenburg-Strelitz. Bägge äktenskapen upplöstes genom skilsmässa.
Vid hovet blev Louise inte accepterad. Motståndet i den övre borgerligheten och i adeln var stort, eftersom det ansågs att kung Frederik inte skulle gifta sig under sitt stånd. Grevinnan Danner utsattes för smädelser på olika sätt. För att få någon form av privatliv köpte paret 1854 Jægerspris slott av staten och bosatte sig där. 
Också Elleholms hovgård utanför Karlshamn i Sverige inköptes, och där kom framför allt grevinnan att tillbringa ganska mycket tid.

## Senare liv
Efter kungens död 1863 levde grevinnan Danner ett tillbakadraget liv på Jægerspris. Hon ägde också Rudbjerggaard och Grevinde Danners Palæ i Skodsborg.
Hon testamenterade Jægerspris Slot "til gavn for fattige og efterladte piger", och efter hennes död inrättades ett barnhem i en slottsflygel. Hon inrättade också 1873 "Kong Frederik den Syvendes Stiftelse for fattige fruentimmere af arbejderstanden". En byggnad, som blev klar 1875, fick senare namnen Dannerhuset. Hon begravdes i slottsträdgården.

## Galleri

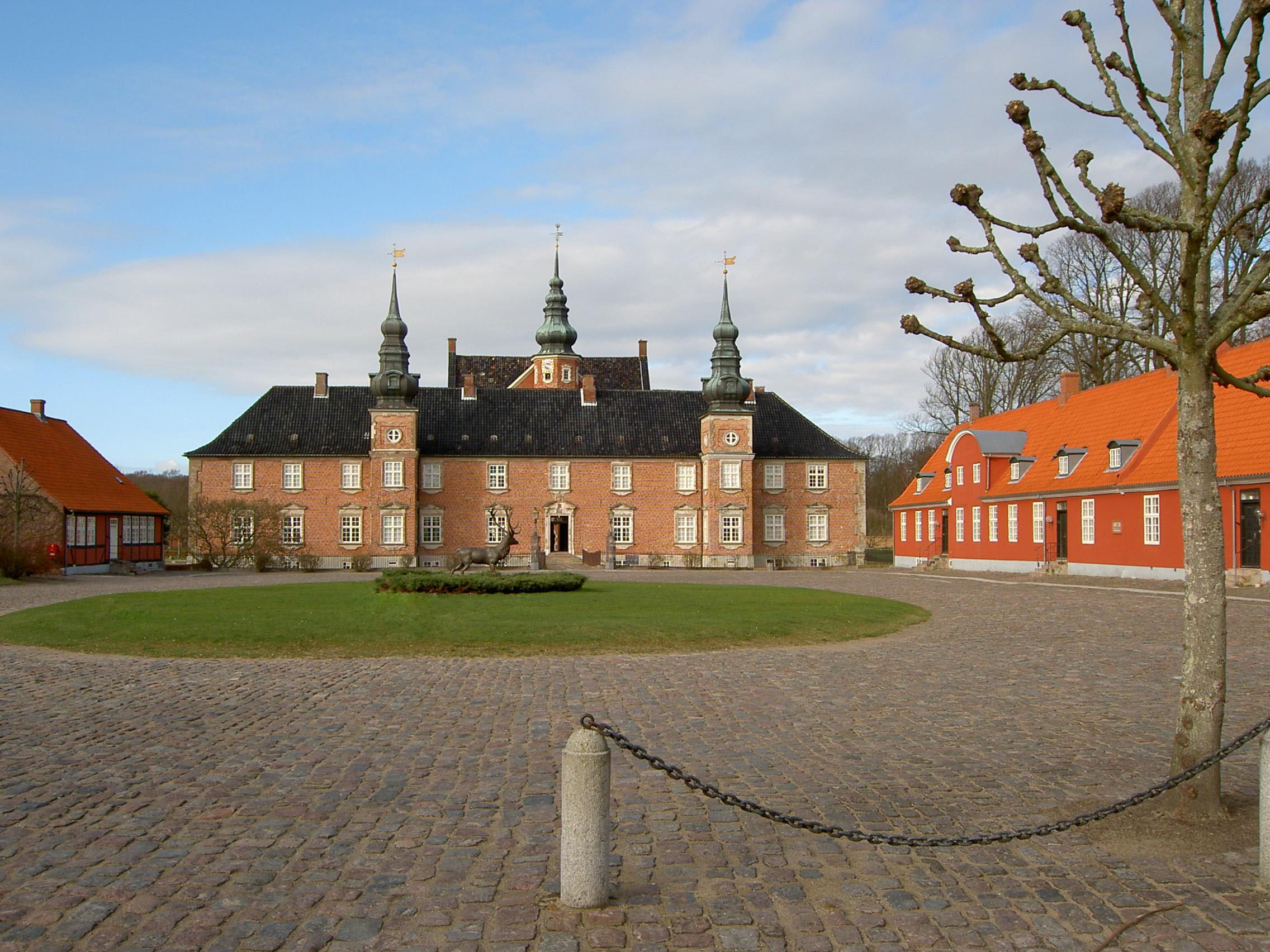
Jægerspris slott
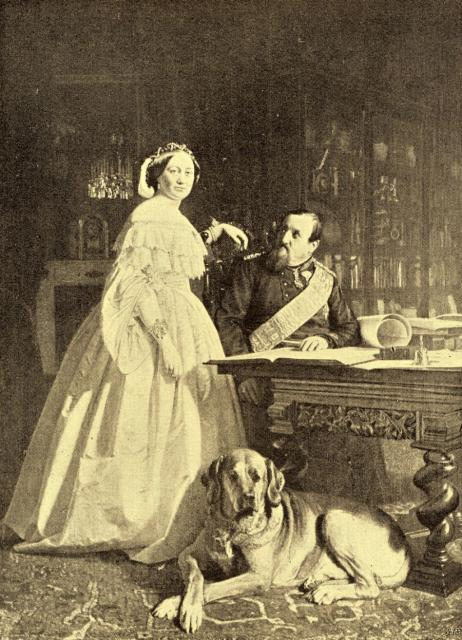
Louise Christine och Frederik VII